# 卓球社長
『卓球社長』（たっきゅうしゃちょう）は、島本和彦による日本の漫画作品。1997年5月から1998年5月まで、『ビッグコミック増刊号』（小学館）にて不定期連載された。不定期連載終了から7年後、『ビッグコミック1』にて最終話が掲載された。
2005年6月に人生ゲームを題材にした短編『バンゲームナイト』を併録した単行本（全1巻、小学館ビッグコミックス）が刊行された。

## あらすじ
1990年代後半、バブル崩壊で不景気の空気が漂いつつも、まだバブルの余韻が残っていた頃、日本でも大きな会社に卓球好きの社長がいた。その名を「水嶋」、人呼んで「卓球社長」。社長の卓球好きを利用して襲いかかる新入社員や銀行や敵対派閥や身内たち。「卓球社長」は自らが歩む「卓球道」でどんな答えを出していくのか。

## 登場人物
水嶋社長（卓球社長）
卓球好きな大企業の社長。
襲い掛かる敵に対し、自らの卓球道で道を切り開いていく。
水嶋継俊
卓球社長の息子で次男。26歳でニート。最終回で登場する卓球社長の最後の敵。
漫画家を目指しマンガを描き続けているが、芽が出ないでままこの歳になる。
子供の頃から卓球社長に鍛えられたきたため、かなりの腕の持ち主だが、卓球社長と比べるとかなり落ちる。
卓球社長は継俊に左手（逆手）のハンディをつけ、自分に勝てば漫画家を目指すための3年間の猶予期間、負ければ就職して会社員になることを賭け、卓球勝負を挑む。